# Lucoppia burrowsi
Lucoppia burrowsi är en kvalsterart som först beskrevs av Michael 1890.  Lucoppia burrowsi ingår i släktet Lucoppia och familjen Oribatulidae. Inga underarter finns listade i Catalogue of Life.